# Kaliber (Uhr)

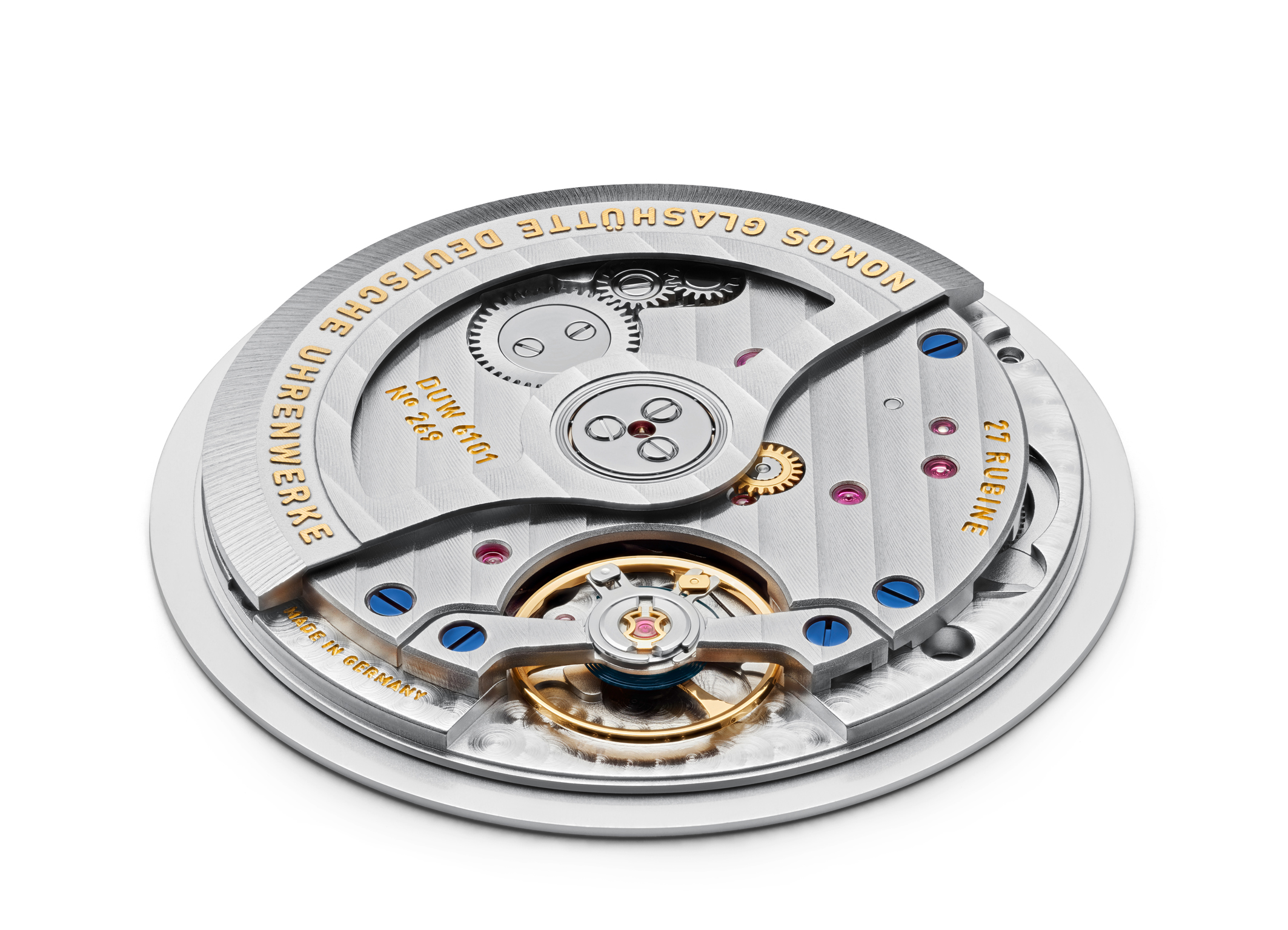
Nomos-Automatikkaliber neomatik Datum (DUW 6101)

Ein Kaliber (Abkürzung Kal.), auch Werkkaliber genannt, hat in der Uhrmacherei zwei Bedeutungen:
1. Die Baureihe (bezogen auf Werkform und Werktyp) eines mechanischen Uhrwerkes mit dazugehörigem Herstellercode, der für die Bestellung oder genaue Identifizierung notwendig ist.
2. Die Werkgröße (der Durchmesser oder die Größe des Uhrwerkes), meist in historischen Längenmaßen wie Linien (1 Pariser Linie entspricht 2,256 mm) oder Sizes angegeben.

Je nach Bauweise und Positionierung einer kleinen Sekunde werden die Kaliber als Savonnette- oder Lépine-Kaliber bezeichnet.

## Beispiele
- Kaliber: ETA 2892–A2[3]
bedeutet ein mechanisches Werk mit automatischem Aufzug, Rotor kugelgelagert, Sekundenstoppvorrichtung, Gangreserve ca. 42 Stunden, hergestellt von ETA SA Manufacture Horlogère Suisse, das bei vielen Uhrenherstellern weiter verwendet wird.
- Kaliber: 10½’’’
bedeutet einen Werkdurchmesser von 10,5 Linien (23,69 mm)